# Viêm da tiếp xúc
Viêm da tiếp xúc là một loại viêm da (viêm da).
Nó là kết quả từ việc tiếp xúc với chất gây dị ứng (viêm da tiếp xúc dị ứng) hoặc các chất kích thích (viêm da tiếp xúc kích ứng). Viêm da phototoxic xảy ra khi các chất gây dị ứng hoặc kích ứng được kích hoạt bởi ánh sáng mặt trời.

## Các triệu chứng
Viêm da tiếp xúc là một phát ban khu trú hoặc kích ứng da do tiếp xúc với một chất lạ. Chỉ có khu vực bề mặt của da bị ảnh hưởng trong viêm da tiếp xúc. Tổn thương viêm ở các lớp biểu bì (lớp ngoài cùng của da) và lớp hạ bì (các lớp bên dưới lớp biểu bì). kết quả viêm da là sẩn, xung huyết, dát, và phát ban ngứa.
Thời gian chữa có thể mất từ vài ngày đến vài tuần. Điều này khác biệt với bệnh mề đay (phát ban), trong đó phát ban xuất hiện trong vòng vài phút tiếp xúc và sau đó mất dần đi trong vòng vài phút đến vài giờ. Viêm da tiếp xúc mất dần chỉ khi da không còn tiếp xúc với các chất gây dị ứng hoặc kích ứng. viêm da tiếp xúc mãn tính vẫn có thể phát triển khi việc loại bỏ các tác nhân kích thích không còn tồn tại trên da.

## Nguyên nhân
Nguyên nhân thường gặp của viêm da tiếp xúc dị ứng bao gồm: nickel, 14K hoặc vàng 18K, Balsam của Peru (Myroxylon pereirae), và crom. Tại châu Mỹ chúng bao gồm sơn dầu từ nhà máy của chi Toxicodendron: ivy độc, chất độc sồi, cây thù du và các chất độc. Riêng Bắc Mỹ đã xảy ra hàng triệu trường hợp mỗi năm. Các resorcinols alkyl trong Grevillea banksii và Grevillea 'Robyn Gordon liên quan đến viêm da tiếp xúc. Bilobol, một resorcinol alkyl tìm thấy trong trái cây Ginkgo biloba, cũng là một mạnh mẽ kích ứng da.
Nguyên nhân thường gặp của viêm da tiếp xúc kích ứng bao gồm các dung môi, chất lỏng kim loại, cao su, dầu hỏa, ethylene oxide, một số thức ăn và thức uống, hương liệu thực phẩm và gia vị, nước hoa, surfactants in topical medications and cosmetics, alkalis, low humidity from air conditioning, and many plants. thuốc bôi ngoài da và mỹ phẩm, chất kiềm, thấp độ ẩm từ điều hòa không khí, và nhiều nhà máy. Nguyên nhân phổ biến khác của bệnh viêm da tiếp xúc kích thích thì rất khắc nghiệt, xà phòng có tính kiềm, chất tẩy rửa, và các sản phẩm làm sạch.

## Phân loại
Có ba loại viêm da tiếp xúc: viêm da tiếp xúc kích ứng; viêm da tiếp xúc dị ứng; và viêm da photocontact. Viêm da Photocontact được chia thành hai loại: phototoxic và dị ứng ánh sáng.

### Viêm da tiếp xúc kích ứng
Viêm da tiếp xúc kích ứng (ICD) có thể được chia thành các hình thức gây ra bởi hóa chất kích thích, và những chất kích thích gây ra bởi vật chất. Hóa chất kích thích phổ biến liên quan bao gồm: các dung môi (rượu, xylene, nhựa thông, este, acetone, xeton, và những người khác); chất lỏng kim loại (các loại dầu gọn gàng, chất lỏng kim loại gốc nước với bề mặt); latex; dầu hỏa; ethylene oxide; hoạt động bề mặt trong thuốc bôi và mỹ phẩm (sodium lauryl sulfate); và kiềm (chất tẩy rửa cống, xà phòng mạnh với dư lượng dung dịch kiềm).
Physical viêm da tiếp xúc kích ứng có thể phổ biến nhất là do độ ẩm thấp từ điều hòa không khí. Ngoài ra, nhiều nhà máy trực tiếp gây kích ứng da.

### Viêm da tiếp xúc dị ứng

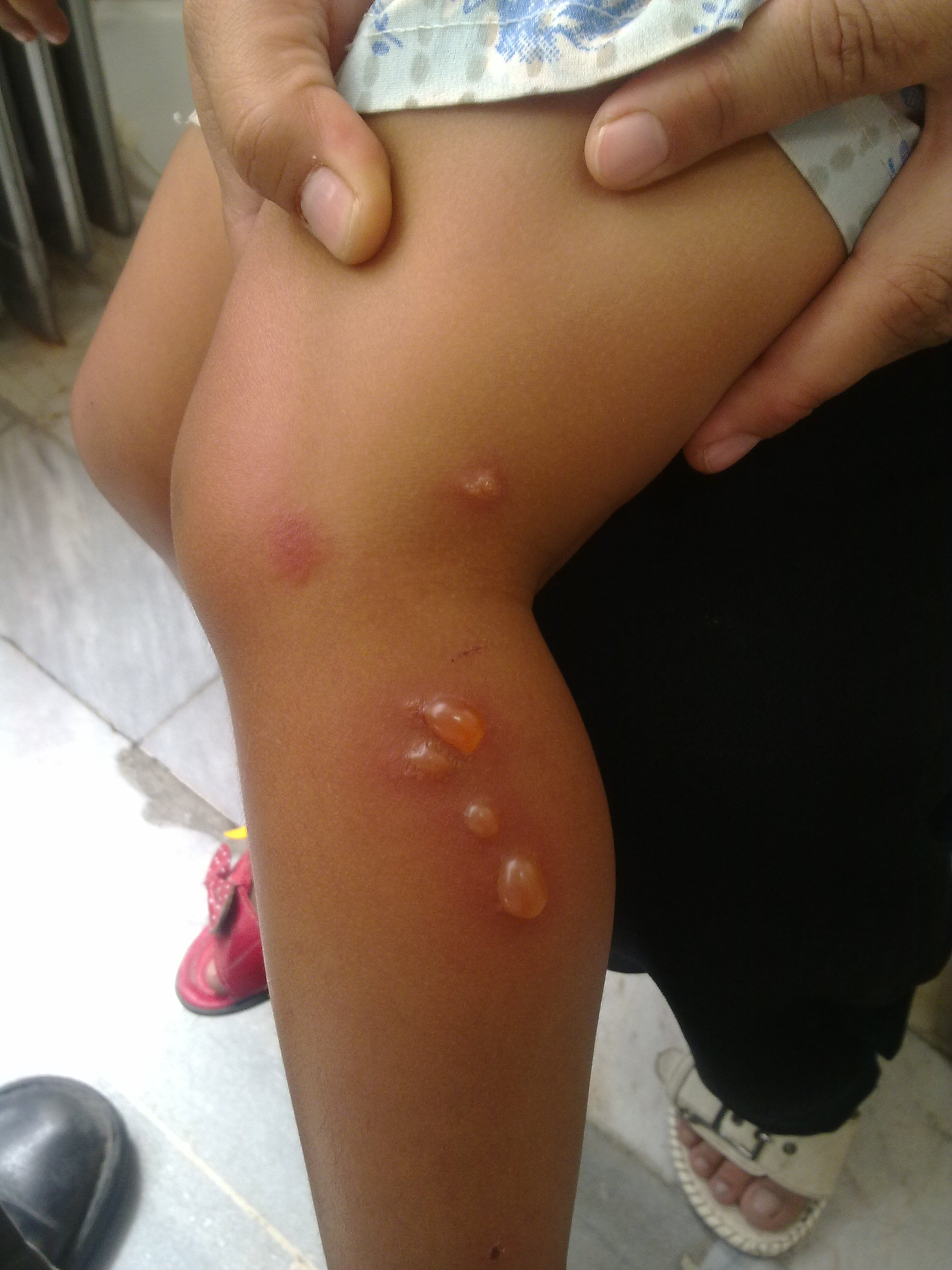
Bé gái 3 tuổi bị viêm da tiếp xúc, một ngày sau khi tiếp xúc với các chất độc ivy

Viêm da tiếp xúc dị ứng (ACD) được chấp nhận là hình thức phổ biến nhất của immunotoxicity tìm thấy trong con người, và là một vấn đề phổ biến về sức khỏe nghề nghiệp và môi trường. Theo bản chất dị ứng của nó, hình thức này của viêm da tiếp xúc là một phản ứng mẫn cảm mà là không điển hình trong dân số. Các cơ chế mà các phản ứng này xảy ra rất phức tạp, với nhiều mức độ kiểm soát tốt. Miễn dịch học của họ tập trung vào sự tương tác của các cytokine miễn dịch và nhóm quần thể riêng biệt của tế bào lympho T.
Chất gây dị ứng bao gồm: niken, vàng, Balsam của Peru (Myroxylon pereirae), crom và các lớp phủ dầu từ nhà máy của chi Toxicodendron: poison ivy, sồi độc, và chất độc cây thù du.
Dị ứng xi măng là tình trạng viêm da tiếp xúc, do cơ thể tiếp xúc với xi măng trong một thời gian dài, thường từ 3 tháng đến 1 năm. Đây là một tình trạng viêm da có tham gia của yếu tố dị ứng và yếu tố gây kích ứng là Crom hóa trị 6 có trong xi măng.
Năm 1966, Kligman đã chứng minh được potassiun dichromate có trong xi măng là một hapten cực mạnh có thể kích ứng viêm da dị ứng tiếp xúc thì người ta đã có một số biện pháp dự phòng bằng cách cho sulfate sắt vào xi măng để làm giảm lượng Crom hoá trị 6 hoà tan trong nước, và như thế sẽ làm giảm tính kích ứng của xi măng.
Việc sử dụng test áp da với dầu potassiun dichromate 0,5% để phát hiện những người bị dị ứng tiếp xúc với xi măng để có biện pháp dự phòng một cách hiệu quả.
Triệu chứng:
Trên bề mặt da, thường là nơi tiếp xúc trực tiếp với xi măng có các tổn thương sau: Ngứa, khô da, da bong vảy, mụn nước, sẩn đỏ, nứt rạn da hoặc sừng hóa, lở loét bội nhiễm, mụn mủ…
+ Sẩn đỏ, mụn nước và ngứa (viêm cấp, chiếm 12 %).
+ Giai đoạn xuất tiết trên nền đỏ, có vẩy tiết, nhẵn da và dày da (viêm bán cấp, chiếm 30 %).
+ Giai đoạn khô da, bong vẩy, nứt rạn da… thậm chí bội nhiễm, lỡ loét (viêm mạn, chiếm 58 %).
Vị trí viêm da tiếp xúc với xi măng thường ở đầu các ngón tay, mu bàn tay là chủ yếu, chiếm tỷ lệ 100 % các trường hợp dị ứng xi măng ở nhóm công nhân xây dựng, ở vị trí chân và bàn chân ở công nhân sản xuất xi măng cao hơn. Bệnh thuyên giảm khi ngưng tiếp xúc và dễ tái phát khi tiếp xúc với xi măng trở lại, không có tiền sử viêm da thể tạng.
Cơ chế dị ứng xi măng:
Dị ứng xi măng chính là viêm da dị ứng tiếp xúc với hợp chất crom hoá trị 6 hoà tan trong nước có trong xi măng và đóng vai trò như một hapten. Phản ứng dị ứng là một rối loạn quá mẫn của hệ miễn dịch. Phản ứng dị ứng xảy ra để chống lại một chất nào đó trong môi trường được gọi là chất gây dị ứng
Đứng về phương diện miễn dịch, quá trình kích ứng một quá mẫn muộn tiếp xúc diễn ra khoảng một đến hai tuần sau; thời gian để các tế bào lympho đặc hiệu lưu thông đầy đủ qua tuần hoàn máu và bạch huyết. Vì thế cho nên dị ứng xi măng không có ở những người thỉnh thoảng có tiếp xúc với xi măng, mà chỉ có ở công nhân xây dựng, công nhân sản xuất xi măng.
Theo SNAIF (Swiss National Accident Insurance Fund), viêm da tiếp xúc thường xảy ra vào những năm đầu của quá trình lao động nghề nghiệp. Điều này phần nào giải thích viêm da tiếp xúc với xi măng chiếm tỷ lệ cao ở độ tuổi 18 đến 29 tuổi. Mặt khác theo J. Thyssen, ngoài một số yếu tố nguy cơ như mức độ phơi nhiễm, tần suất tiếp xúc, vùng tiếp xúc… viêm da tiếp xúc với xi măng còn bị ảnh hưởng bởi yếu tố thời gian tiếp xúc trong nghề nghiệp. Điều này phần nào giải thích viêm da tiếp xúc với xi măng chiếm tỷ lệ cao ở độ tuổi 50 đến 59 tuổi vì độ tuổi này có thời gian tiếp xúc lâu nhất.
Điều trị:
Viêm da tiếp xúc với xi măng (dị ứng xi măng) chỉ cần không tiếp xúc với xi măng nữa là khỏi, nhưng do mưu sinh buộc phải theo nghề xây dựng, hoặc là công nhân nhà máy xi măng, nên mục tiêu điều trị là hạn chế hiện tượng lở loét, ngứa ở mức độ chịu đựng được để vẫn tiếp tục tiếp xúc với xi măng.
Các biện pháp thường sử dụng là:
+1: Vệ sinh trong và sau khi tiếp xúc với xi măng
Sau thời gian lao động không tiếp xúc với xi măng nữa (thường là buổi tối) rửa chân tay và tắm rửa sạch bằng nước sạch nhiều lần, có thể dùng acid loãng như vỏ chanh cam chà xát mạnh làm tẩy sạch chất kiềm còn lại trên da.
+2: Hóa dược kết hợp thảo dược
Đặc trưng của phương pháp này là chỉ sử dụng thuốc bôi là cao thảo dược trộn kết hợp với chất khử kiềm sau khi nghỉ làm, trường hợp bị nặng mới uống thêm thuốc chống dị ứng (Cetirizin 10 mg), tối uống 1 viên, mỗi đợt từ 5 - 7 ngày.
Thuốc bôi là sự kết hợp giữa: cao cô đặc của vỏ cây hoàng bá (núc nác) đã qua sắc ký loại bỏ chất màu đen có tác dụng chống dị ứng - mỡ corticoide – chất khử kiềm (hỗn hợp có chứa Acetyl salisilic) nhằm loại bỏ các chất kiềm còn sót lại sau khi tắm rửa. Đây là một hỗn dịch kỵ không khí (khi gặp không khí thuốc biến thành màu nâu đỏ) cho nên đòi hỏi phải đóng trong hộp kín. Hỗn dịch dạng Gell này có hiệu quả cao trong chữa dị ứng xi măng. Thuốc có tác dụng nhanh ngay sau 1–2 lần bôi, không có tác dụng phụ, không ảnh hưởng đến sức khỏe, dễ sử dụng.
Phương pháp này ít tốn kém, trường hợp dị ứng xi măng bình thường mỗi tối chỉ cần vệ sinh sạch sẽ chân tay, lau khô rồi bôi thuốc, những ngày không va chạm với xi măng không cần phải bôi thuốc, đa số thợ xây dựng đã chọn phương thức này để khắc phục có hiệu quả tình trạng dị ứng xi măng.
+3: Tiêm K - cort, tên khác: Triamcinolon, Sivkort, Kafencort
Thuốc có tác dụng mạnh trong thời gian dài vài tháng, giảm hẳn lở ngứa ở những lần tiêm đầu tiên, nhưng tác dụng giảm dần ở các lần tiêm tiếp theo, từ đó khoảng cách giữa các lần tiêm ngắn dần và tiến tới không có tác dụng nữa. Đồng thời thuốc còn có nhiều tác dụng phụ không mong muốn như, suy mòn cơ thể, teo cơ, bội nhiễm thêm các nhiễm khuẩn mãn tính khác.
Phòng ngừa:
Biện pháp bảo hộ lao động hạn chế tiếp xúc với xi măng chỉ được tôn trọng và thực hiện tốt đối với công nhân sản xuất xi măng, đối với công nhân xây dựng thường xem nhẹ và còn do nó hạn chế các thao tác làm việc.

### Viêm da Photocontact
Đôi khi được gọi là "photoaggravated", và được chia thành hai loại, phototoxic và dị ứng ánh sáng, PCD là điều kiện chàm được kích hoạt bởi một sự tương tác giữa một chất khác unharmful hoặc ít độc trên da và ánh sáng cực tím (320-400 nm UVA) (ESCD 2006), do đó biểu hiện riêng của mình chỉ trong khu vực mà người bệnh đã được tiếp xúc với tia như vậy.
Nếu không có sự hiện diện của các tia, các photosensitiser là không có hại. Vì lý do này, hình thức của viêm da tiếp xúc thường chỉ liên quan với các vùng da được trái phát hiện bởi quần áo, và nó có thể được ngon đánh bại bằng cách tránh tiếp xúc với ánh sáng mặt trời. Cơ chế tác động khác nhau từ độc tố toxin, nhưng thường là do việc sản xuất của một photoproduct. Độc tố được kết hợp với PCD bao gồm các psoralen. Psoralen trong thực tế sử dụng trị liệu trong điều trị bệnh vẩy nến, eczema, và bạch biến.
Viêm da Photocontact là một tình trạng mà trong đó sự phân biệt giữa hình thức của viêm da tiếp xúc không phải là rõ ràng. Cơ chế miễn dịch cũng có thể đóng góp một phần, gây ra một phản ứng tương tự như ACD.

## Các triệu chứng
Viêm da dị ứng thường được giới hạn trong khu vực mà bẫy thực sự chạm vào da, trong khi viêm da kích ứng có thể sẽ lan rộng hơn trên da. Các triệu chứng của cả hai hình thức bao gồm những điều sau đây:
Nổi mẩn đỏ. Đây là phản ứng bình thường. Các phát ban xuất hiện ngay lập tức trong viêm da tiếp xúc kích ứng; bệnh viêm da tiếp xúc dị ứng, phát ban đôi khi không xuất hiện cho đến 24-72 giờ sau khi tiếp xúc với các chất gây dị ứng.
Vỉ hoặc wheals. Vỉ, wheals (welts), và nổi mề đay (phát ban) thường hình thành trong một mô hình mà da được tiếp xúc trực tiếp với các chất gây dị ứng hoặc kích ứng.
Ngứa, da cháy. Viêm da tiếp xúc kích ứng có xu hướng thể đau đớn hơn ngứa, trong khi viêm da tiếp xúc dị ứng thường bị ngứa.
Trong khi một trong hai hình thức viêm da tiếp xúc có thể ảnh hưởng đến bất kỳ phần nào của cơ thể, viêm da tiếp xúc kích ứng thường ảnh hưởng đến tay, mà đã được tiếp xúc bằng nghỉ ngơi trong hoặc ngâm vào một thùng chứa (bồn rửa, thùng, bồn tắm, hồ bơi với clo cao) có chứa các chất kích thích.

## Điều trị

### Tự chăm sóc
Nếu rộp phát triển, gạc ẩm lạnh áp dụng cho 30 phút, 3 lần một ngày có thể cung cấp cứu trợ.
Calamine lotion có thể giảm ngứa.
Thuốc kháng histamin đường uống như diphenhydramine (Benadryl, Ben-Allergin) có thể làm giảm ngứa.
Tránh làm trầy xước. 
Ngay sau khi tiếp xúc với một chất gây dị ứng hoặc kích ứng tiếng, rửa bằng xà phòng và nước mát để loại bỏ hoặc vô hiệu hóa hầu hết các chất vi phạm.
Đối với các trường hợp nhẹ bao phủ một diện tích tương đối nhỏ, kem hydrocortisone trong sức mạnh không cần toa có thể là đủ.
Dung dịch axit yếu (nước chanh, giấm) có thể được sử dụng để chống lại những ảnh hưởng của viêm da do tiếp xúc với hợp đồng cơ bản với chất kích thích.
Một kem rào cản, chẳng hạn như những người có chứa oxit kẽm (ví dụ, Desitin, vv), có thể giúp bảo vệ da và duy trì độ ẩm.

### Chăm sóc y tế
Nếu phát ban không cải thiện hoặc tiếp tục lan rộng sau 2-3 ngày tự chăm sóc, hoặc nếu ngứa và/hoặc đau nặng, bệnh nhân nên liên hệ với một bác sĩ da liễu hoặc bác sĩ khác. Điều trị y tế thường bao gồm các loại kem, kem, hoặc thuốc uống.
Corticosteroids. Một loại thuốc corticosteroid giống như hydrocortisone có thể được quy định để chống viêm trong một khu vực địa phương. Nó có thể được áp dụng cho da như một loại kem hoặc thuốc mỡ. Nếu phản ứng bao gồm một phần tương đối lớn của da hoặc là nghiêm trọng, một corticosteroid trong viên thuốc hoặc tiêm dưới hình thức có thể được quy định.
Thuốc kháng histamine. Thuốc kháng histamin có thể kê toa được đưa ra nếu không có toa mạnh là không đủ.

## Chẩn đoán
kiểm tra tést áp da 

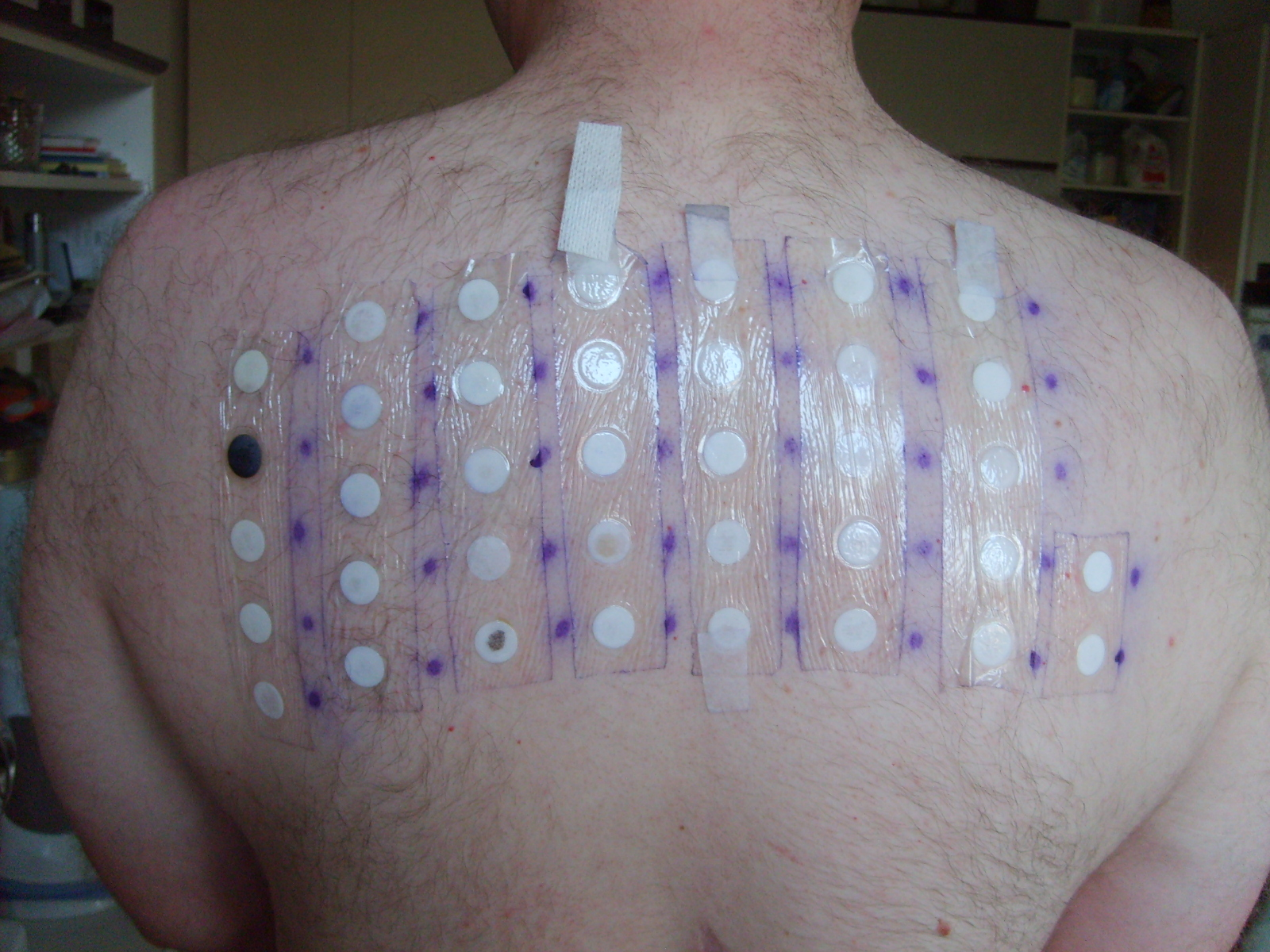
Patch test

Kể từ khi viêm da tiếp xúc dựa trên một chất kích thích hoặc gây dị ứng để bắt đầu phản ứng, điều quan trọng là cho các bệnh nhân để xác định các đại lý có trách nhiệm và tránh nó. Điều này có thể được thực hiện bằng cách kiểm tra bản vá, một trong những phương pháp khác nhau thường được gọi là thử nghiệm dị ứng. Ba chất gây dị ứng trên được tìm thấy trong các bài kiểm tra bản vá 2005-06 là:. Niken sunfat (19,0%), Myroxylon pereirae (Balsam Peru, 11,9%), và hương thơm hỗn hợp I (11,5%)
Bệnh nhân phải biết nơi mà các chất kích thích hoặc dị ứng nguyên được tìm thấy để có thể tránh nó. Điều quan trọng là cũng cần lưu ý rằng các hóa chất đôi khi có nhiều tên khác nhau, và không luôn luôn xuất hiện trên nhãn.

## Phòng ngừa
Trong một bối cảnh công nghiệp sử dụng lao động có trách nhiệm chăm sóc cho nhân viên của mình để cung cấp mức độ chính xác của thiết bị an toàn để giảm thiểu tiếp xúc với chất kích thích có hại. Điều này có thể mang hình thức của quần áo bảo hộ, găng tay, hoặc kem rào cản, tùy thuộc vào môi trường làm việc.
Kháng sinh tại chỗ không nên được sử dụng để ngăn ngừa nhiễm trùng ở vết thương sau khi phẫu thuật. Khi chúng được sử dụng, đó là không phù hợp, và những người hồi phục sau phẫu thuật được tại tăng lên đáng kể nguy cơ phát triển bệnh viêm da tiếp xúc.

## Tóm tắt
Sự phân biệt giữa các loại khác nhau của viêm da tiếp xúc được dựa trên một số yếu tố. Các hình thái của các mô, các mô, và các phát hiện miễn dịch đều được sử dụng trong chẩn đoán của các hình thức của tình trạng này. Tuy nhiên, như đề xuất trước đó, có một số nhầm lẫn trong việc phân biệt các hình thức khác nhau của viêm da tiếp xúc. Sử dụng kết quả tổn thương mô học của viêm da là không đủ chứng minh nguyên nhân, vì đây là những kết quả đã được công nhận không có tính khác biệt, và thậm chí thử nghiệm bản vá tích cực không loại trừ sự tồn tại của một hình thức kích thích viêm da thông thường cũng như là một bệnh lý miễn dịch.